# مارینا دی جیویوسا ایونیکا
مارینا دی جیویوسا ایونیکا (به ایتالیایی: Marina di Gioiosa Ionica) یک کومونه در ایتالیا است که در استان رجو کالابریا واقع شده‌است.

## خصوصیات
مارینا دی جیویوسا ایونیکا ۱۵٫۹ کیلومترمربع مساحت و ۶٬۴۳۶ نفر جمعیت دارد.